# 恋人志願のモンスター
『恋人志願のモンスター』（こいびとしがんのモンスター）は、峡塚のんによる日本の漫画作品。
『なかよし』（講談社）にて1979年1月号に連載された。

## 書誌情報
- 恋人志願のモンスター、初版発行日1979年4月5日
  - 失恋らぷそでい／失恋これくしょん／ヤマトナデシコ白書（1978年6月号「ヤマトナデシコ白書～パステルタッチの初恋劇場3（ヤマトナデシコ男でござる）」）／風がうたった日